# Resende Futebol Clube
Il Resende Futebol Clube, noto anche semplicemente come Resende, è una società calcistica brasiliana con sede nella città di Resende, nello stato di Rio de Janeiro.

## Storia
Il 6 giugno 1909, il club è stato fondato.
Nel 2007, il Resende ha battuto il Mesquita 1-0, vincendo così il Campeonato Carioca Série B, e ottenendo la promozione nel Campionato Carioca dell'anno successivo. Il 20 gennaio 2008, il club ha giocato la sua prima partita nel Campionato Carioca, contro il Botafogo. Il Botafogo vinse contro il Resende 2-0. Nel 2009, il club è stato finalista della Taça Guanabara, perdendo 3-0 in finale sempre contro il Botafogo.

## Organico

### Calciatori in rosa
| N. |                    | Ruolo | Calciatore     |
| -- | ------------------ | ----- | -------------- |
|    | Brasile (bandiera) | D     | Daniel Marques |
|    | Brasile (bandiera) | D     | Thiago Sales   |
|    | Brasile (bandiera) | D     | Dieyson        |
|    | Brasile (bandiera) | C     | Marcel         |
|    | Brasile (bandiera) | C     | Rodrigo Souto  |

| N. |                    | Ruolo | Calciatore     |
| -- | ------------------ | ----- | -------------- |
|    | Brasile (bandiera) | C     | Pingo          |
|    | Brasile (bandiera) | C     | Wagner Carioca |
|    | Brasile (bandiera) | C     | Leo Lisboa     |
|    | Brasile (bandiera) | A     | Michael        |
|    | Brasile (bandiera) | A     | Jhulliam       |

## Palmarès

### Competizioni statali
- Copa Rio: 2

2014, 2015
- Campeonato Carioca Série B: 1

2007
- Taça Rio: 1

2022